# Cloropsia
El término cloropsia se utiliza en medicina para describir una alteración en la percepción de los colores en la cual todos los objetos visibles tienen aparentemente un tono verdoso.
La cloropsia es en realidad un tipo de cromatopsia. Otras cromatopsias son la eritropsia o visión roja, la cianopsia o visión azul y la xantopsia o visión amarilla.
No constituye una enfermedad en sí misma, solamente es un síntoma que puede tener varios orígenes. Entre las causas de cloropsia se encuentran algunos fármacos como el digital que producen este fenómeno como efecto secundario. También la utilización de algunas drogas alucinógenas que distorsionan las capacidades visuales.